# Preshal beg
Preshal beg is een berg op het eiland Isle of Skye voor de kust van Schotland. De berg is 345 meter hoog en ligt in de buurt van Talisker. Op de berg ontspringen zijtakken van de Sleadale Burn en twee andere riviertjes.